# لستر بولز پیرسون
لستر بولز «مایک» پیرسون (به انگلیسی: Lester Bowles "Mike" Pearson) (زاده ۲۳ آوریل ۱۸۹۷ – درگذشته ۲۷ دسامبر ۱۹۷۲) سیاست‌مدار کانادایی بود که جایزه صلح نوبل را در سال ۱۹۵۷ میلادی برنده شد. او همچنین چهاردهمین نخست‌وزیر کانادا در فاصله زمانی ۲۲ آوریل ۱۹۶۳ تا ۲۰ آوریل ۱۹۶۸ بوده‌است.
در زمان نخست‌وزیری او دولت پیرسون برنامه نظام پزشکی فراگیر، وام دانشجویی، صندوق بازنشستگی، اوردر آو کانادا و پرچم فعلی کانادا را معرفی کرد.